# European Engine Alliance

European Engine Alliance - EEA est une entreprise mixte italo-américaine créée en mai 1996 par le groupe italien Fiat (66,66 %) pour le compte de ses filiales Iveco et New Holland et le groupe américain Cummins (33,33 %) pour concevoir et fabriquer des moteurs Diesel d'une puissance de 50 à 275 Ch DIN.

L'accord entre les deux groupes a été signé à Londres le 2 mai 1996, ville qui sera le siège social de l'entreprise commune. Cet accord engage les intéressés à investir 300 millions US$ pour mener à bien cette entreprise qui aura la charge de concevoir, mettre au point et produire dans les usines de chacun d'eux une nouvelle génération de moteurs diesels dont la cylindrée devrait être de un litre par cylindre pour atteindre des puissances de 50 à 275 chevaux DIN.
Selon les plans annoncés, la société table sur une production initiale d'environ 200.000 moteurs par an dont la moitié sera réservée aux productions New Holland, tracteurs agricoles et engins de travaux publics, le reste réparti entre Iveco et Cummins, à raison de 25% chacun. Cummins n'étant pas constructeur de matériel mais uniquement de moteurs a la liberté de vendre sa part produite à ses clients.
La mise en commun des moyens d'étude et la très grande expérience des deux groupes doit conduire à réaliser d'énormes économies d'échelle. La nouvelle génération de moteurs a été baptisée NEF et TECTOR, elle a été disponible en version 4, 5 et 6 cylindres respectant les plus rigoureuses normes anti pollution en vigueur dans le monde. Ces moteurs ont équipé les premiers modèles de camions et machines agricoles en 1999. Ils ont évolué pour se rendre conforme aux nouvelles normes notamment Euro 4, 5 et 6.

En 2008, Cummins a souhaité se retirer de cette société commune et a revendu toute sa participation (33,33%) au groupe Fiat qui a intégré European Engine Alliance - EEA dans sa filiale Fiat Powertrain Technologies - FPT.